# Пенской, Виталий Викторович
Вита́лий Ви́кторович Пенско́й (род. 24 мая 1969; Франкфурт-на-Одере, земля Бранденбург, ГДР) — российский историк. Доктор исторических наук, профессор. Автор многочисленных исторических публикаций в различных журнальных изданиях и сборниках научных трудов, а также автор ряда книг.

## Биография
Родился в офицерской семье в Германии в г. Франкфурт-на-Одере 24 мая 1969 года. По окончании в 1986 году средней школы в Перми он год проработал на Сумском машиностроительном объединении им. М. В. Фрунзе. Летом 1987 года он с успехом сдал вступительные экзамены и был зачислен на 1-й курс историко-педагогического факультета Сумского педагогического института им. А. С. Макаренко. В связи с переездом в 1991 году в Белгород, Пенской в том же году перевёлся на 5-й курс исторического факультета Белгородского государственного педагогического института им. М. С. Ольминского и в следующем 1992 году окончил его с красным дипломом.
По окончании института в течение года проработал в Белгороде в гимназии учителем географии, а затем истории. В октябре 1993 года поступил в аспирантуру при Белгородском государственном педагогическом институте. В 1996 году написал диссертацию на соискание учёной степени кандидата исторических наук «Возникновение, становление и эволюция русской тяжёлой кавалерии в 1731—1801 годах», которая успешно была защищена в Институте молодёжи в Москве в ноябре того же года. Работая ассистентом на кафедре российской истории исторического факультета в Белгородском университете, Пенской последовательно занимал должности ― от ассистента до старшего преподавателя (1998) и доцента (2001), а в 2002 году он исполнял обязанности заместителя декана исторического факультета по учебной работе. В том же году он был рекомендован к получению учёного звания доцента, которое и получил в 2003 году.
С сентября 2003 года работает на кафедре христианской истории и антропологии социально-теологического факультета Белгородского государственного университета.
Пенской продолжал работать в сфере военной истории и готовил диссертацию на соискание учёной степени доктора исторических наук по теме «Развитие вооруженных сил России и военная революция в Западной Европе во 2-й половине XV—XVIII вв.: сравнительно-исторический анализ». Темой для своего исследования он избрал никем до того в отечественной науке не открывавшуюся ― проблему военной революции. На основе собранных материалов, были проведены аналогии военного искусства в России и в Западной Европе на рубеже Средневековья и раннего Нового времени. Диссертация была успешно защищена в Московском гуманитарном университете в сентябре 2004 года.
У Пенского широкий круг научных интересов. Кроме истории военного дела, в сферу его исследований входят проблемы, связанные с историей византийского общества и государства в целом, русско-византийских контактов, отношений Церкви и государства в Византии и России в эпоху Средневековья и раннего Нового времени и другие направления в исторической науке. Научные труды (статьи, тезисы и др.) Пенского публиковались в различных сборниках научных трудов, альманахе «Белогорье» (Белгород) и таких академических и других журнальных изданиях как «Вопросы истории», «Новая и новейшая история», «Клио» (СПб.), «Восток / Oriens», «Научные ведомости БелГУ» (Белгород), «Отечественная история» и «Военно-исторический журнал». Один из авторов энциклопедии «Russia at War: From the Mongol Conquest to Afghanistan, Chechnya, and Beyond».
Шеф-редактор журнала «История военного дела: исследования и источники».
Пенской неоднократно выигрывал внешние гранты. В 2005 году он победил в конкурсе на получение гранта Президента Российской Федерации на исследования в области общественных и гуманитарных наук на 2005—2006 годы, а также выиграл гранты РГНФ и грант на издание научной литературы. Во время своей научно-педагогической деятельности многократно поощрялся грамотами, дипломами и благодарностями.
Жена и соавтор — Татьяна Михайловна Пенская, кандидат исторических наук, доцент БелГУ.
Сын — Александр Пенской, студент юридического факультета БелГУ.
Брат — Алексей Пенской, математик.

## Избранная библиография
Монографии:
- Курская битва (5 июля — 23 августа 1943 г.). — Белгород, 1998. — 172 с. (в соавторстве с Е. Ю. Прокофьевой, Т. М. Пенской и др.)
- Вооружённые силы России допетровской эпохи: традиции и новации. Монография. — М., 2002. — 203 с.
- Военная революция в Европе и вооружённые силы России второй половины XV—XVIII вв.: от дружины к регулярной армии. Монография. — М., 2004. — 283 с.
- Страницы политической и социально-экономической истории Белгородчины и Белгородской губернии в XVIII в. Монография. — Белгород, 2005. — 202 с. (в соавторстве с Т. М. Пенской)
- От лука к мушкету: вооруженные силы Российского Государства во 2-й половине XV—XVII вв.: проблемы развития Архивная копия от 24 сентября 2015 на Wayback Machine. — Белгород, 2008. — 260 с. — ISBN 978-5-98242-102-9.
- Пенской В. В., Пенская Т. М. Истоки авторитаризма в России. — Белгород, 2008. — 174 с. — ISBN 978-5-98242-104-3.
- Русско-крымская война 1568—1574 гг. — Белгород, 2009. — 156 с. — ISBN 978-5-98242-142-5.
- Великая огнестрельная революция Архивная копия от 8 августа 2014 на Wayback Machine. — М.: Эксмо, 2010. — 448 с. — ISBN 978-5-699-40936-5
- Иван Грозный и Девлет-Гирей Архивная копия от 8 августа 2014 на Wayback Machine. — М., 2012. — 370 с. — ISBN 978-5-9533-6428-7.
- Иван Грозный и Девлет-Гирей. — М.: Вече, 2016. — 320 с. — (Всемирная история). — 500 экз. — ISBN 978-5-4444-5308-7.
- Очерки истории Ливонской войны. От Нарвы до Феллина. 1558—1561 гг.. — М.: Центрполиграф, 2017. — 255 с. — (Новейшие исследования по истории России). — ISBN 978-5-227-07698-4.
- Центурионы Ивана Грозного. Воеводы и головы московского войска второй половины XVI. — М.: Центрполиграф, 2017. — 320 с. — (Новейшие исследования по истории России). — ISBN 978-5-227-07236-8.
- Военное дело Московского государства. — М.: Центрполиграф, 2018. — (Новейшие исследования по истории России). — ISBN 978-5-227-08380-7. {Рец. А. Е. Медовичева}
- «Янычары» Ивана Грозного: стрелецкое войско во 2-й половине XVI — начале XVII вв.. — М.: Эксмо, 2019. — 320 с. — (Лучшие воины в истории). — ISBN 978-5-04-101302-8.
- Полоцкая война. Очерки истории русско-литовского противостояния времен Ивана Грозного. 1562—1570. — М.: Центрполиграф, 2019. — 460 с. — (Новейшие исследования по истории России). — ISBN 978-5-227-08932-8.
- Ливонская война. Забытые победы Ивана Грозного 1558—1561 гг.. — М.: Яуза, 2021. — 352 с. — (Военная библиотека Warspot). — ISBN 978-5-00155-260-4.
- Битва при Молодях: решающее сражение «Войны двух царей» 1552—1577 гг. — СПб.: Евразия, 2021. — 224 c. — ISBN 978-5-8071-0553-0
- Иван Грозный. Начало пути. Очерки русской истории 30-40-х годов XVI века. — М.: Центрполиграф, 2023. — 317 с. — (Новейшие исследования по истории России). — ISBN 978-5-227-10215-7.

Учебные пособия:
- Стратегический и военно-технический аспекты Курской битвы // Очерки краеведения Белгородчины. — Белгород, 2000. — 472 с. (в соавторстве с Т. М. Пенской).
- Русская история (1682—1762 гг.). — Белгород, 2000, — 102.
- Военное дело античной Греции (IX — сер. IV вв. до н. э.). — Белгород, 2002. — 164 с.
- Очерк военной истории Белгородчины (XVIII в.). — Белгород, 2003. — 96 с. (в соавторстве с Т. М. Пенской).
- Пенской В. В., Пенская Т. М. Очерки истории военного дела Византии: Учебное пособие. — Белгород: ООО ИПЦ «Политерра», 2010. — 124 с. — 500 экз. — ISBN 978-5-98242-117-3.

Статьи
- Армия Российской империи в XVIII в.: Выбор модели развития // Вопросы истории. — М., 2001. — № 7. — С. 119—136. — ISSN 0042-8779.
- Попытка военных реформ в России начала XVII века // Вопросы истории. — М., 2003. — № 11. — С. 127—138.
- Военная революция в Европе XVI—XVII веков и её последствия // Новая и новейшая история. — СПб., 2005. — № 2. — С. 194—206. — ISSN 0130-3864.
- Военная революция и развитие военного дела в Османской империи в XV — XVII вв // Восток / Oriens. — М., 2007. — № 6. — С. 30—40. — ISSN 0869-1908.
- Военный потенциал Российского государства в конце XV — XVI вв.: количественное измерение // Отечественная история. — М., 2008. — Вып. 1. — С. 3—13. — ISSN 0869-5687.
- Военный потенциал Крымского ханства в конце XV — начале XVII в // Восток / Oriens. — М., 2010. — № 2. — С. 56—66. — ISSN 0869-1908.
- Московские служилые люди в духовных грамотах конца XV—XVI в // Вопросы истории. — М., 2011. — № 9. — С. 98—109.
- «Царь крымьскый пришёл ко брегу Окы-рекы с великою похвалою и с множьством въинъства своего…». Стояние на Оке в 1541 году // Военно-исторический журнал. — 2011. — № 12. — С. 41—47. Архивировано 8 августа 2014 года.
- Переворот в военном деле Западной Европы конца XV-XVII века в новейшей англоязычной историографии // Новая и новейшая история. — М., 2012. — № 3. — С. 152—158.
- Матвей Иванов сын Дьяк Ржевский // Вопросы истории. — 2012. — № 11. — С. 28—44.
- «Грязевой» поход князя Дмитрия Ивановича на Смоленск в 1502 году // Военно-исторический журнал. — М., 2012. — № 10. — С. 73—79. Архивировано 15 сентября 2014 года.
- Героическая оборона Полоцка в августе 1579 года // Военно-исторический журнал. — М., 2013. — № 6. — С. 65—72. Архивировано 8 августа 2014 года.